# Genshin
Genshin (jap. 源信; ur. 942, zm. 6 lipca 1017), znany też jako Eshin Sōzu (jap. 恵心僧都) – japoński mnich buddyjski ze szkoły tendai, jeden z prekursorów amidyzmu.

## Biografia
Urodził się niedaleko miasta Nara w dawnej prowincji Yamato (obecnie jest to prefektura Nara). Pochodził z rodziny Urabe. Jego ojciec zmarł, gdy Genshin miał 7 lat.  Wkrótce po tym wydarzeniu udał się na górę Hiei, gdzie został uczniem Ryōgena. 
W 13 roku życia został formalnie zaordynowany, ogolił głowę i przyjął imię Genshin. Studiował Sutrę Lotosu, której treść doprowadziła go do przekonania o zbawczej wszechmocy Buddy Amidy. Ponieważ następnie przebywał w małej świątyni Eshin w Yokawie i tam podejmował swoje religijne praktyki oraz napisał wiele ze swoich dzieł, nazywany był Eshinem Asystentem Wielkiego Kapłana.
Od 978 r. był już znanym uczonym i dyskutantem. W 985 r. napisał swoje słynne dzieło Ōjōyōshū (jap. 往生要集) (Niezbędne rzeczy do wyzwolenia), w którym po raz pierwszy usystematyzował doktrynę Czystej Krainy. Ta praca stała się przyczyną rozwoju nauk Czystej Krainy i ich rozprzestrzenienia. Kopia tego dzieła została wysłana do Wende Zhou do Chin, który przesłał ją na górę Tiantai Shan. Zhou wychwalał Genshina jako "Małego japońskiego tathagatę Siakjamuniego".           
W 986 r. Genshin napisał Zgromadzenie nembutsu dwudziestu pięciu zgodnych ludzi i rytuał nembutsu oraz zebrał wokół siebie ludzie do praktykowania medytacji nembutsu.            
W 1005 r. po odrzuceniu funkcji "tymczasowego młodszego asystenta głównego opata" udał się na emeryturę.
Zmarł 6 lipca 1017 r. z dłońmi w pozycji Amidy.

## Nauki
Nauczał doktryny o oddaniu się buddzie Amidzie, uważał bowiem, że Japonia wkroczyła w wiek mappō ("schyłkowego prawa" czyli zdegenerowanego okresu) i jedyną szansą na zbawienie będzie poleganie na mocy buddy Amidy. Twierdził, że inne doktryny buddyjskie nie mogą wspomóc wiernych, gdyż opierają się na własnej sile (jap. jiriki), a ona nie może zrównoważyć chaosu zdegenerowanego okresu i dlatego konieczna jest zewnętrza siła (tariki) pochodząca od buddy Amidy.
W celu odrodzenia się w Czystej Krainie propagował praktykę medytacji z wizualizacją, podczas gdy późniejsze szkoły Czystej Krainy w Japonii poszły raczej w kierunku recytacji nembutsu, a więc najprostszych praktyk dla mas.
Genshina uważa się za twórcę kolejnej podszkoły w ramach szkoły tendai nazywanej podszkołą enshin, w której podkreślano nauki o "pierwotnym oświeceniu" (jap. 本覚 hongaku). Hongaku odnosiło się do sytuacji, gdy ktoś jest już oświecony, ale o tym nie wie. 
Pozostawił po sobie ponad 30 dzieł literackich. Malował również obrazy z przedstawieniami Amidy.
W szkole Jōdo-shinshū uważany jest za szóstego patriarchę.